# Music from Another Dimension!
A Music from Another Dimension! az amerikai Aerosmith együttes 15. stúdióalbuma, amelyet 2012. november 6-án adott ki a Columbia. A 2004-ben megjelent Honkin’ on Bobo óta nem adtak ki új albumot, így az együttes történetében a leghosszabb inaktivitás után jelent meg a lemez. Saját dalokat tartalmazó albumot utoljára 2001-ben adtak ki Just Push Play címmel. 2012. május 24-én egy Legendary Child című dal jelent meg lemezelőzetesként, amely elsőként május 23-án debütált az American Idol fináléjában. Az albumra egy 1975-ben kiadott The Temptations dal feldolgozása is felkerült, amely a Shakey Ground címet viseli.
Az albumon az öt zenekari tag mellett olyan vendégvokalisták is szerepelnek, mint Julian Lennon, Carrie Underwood és Lauren Alaina.

## Számlista
| #   | Cím                       | Szerző(k)                                                          | Hossz |
| --- | ------------------------- | ------------------------------------------------------------------ | ----- |
| 1.  | LUV XXX                   | Steven Tyler, Joe Perry                                            | 5:17  |
| 2.  | Oh Yeah                   | Perry                                                              | 3:41  |
| 3.  | Beautiful                 | Tyler, Marti Frederiksen, Brad Whitford, Joey Kramer, Tom Hamilton | 3:05  |
| 4.  | Tell Me                   | Hamilton                                                           | 3:45  |
| 5.  | Out Go the Lights         | Tyler, Perry                                                       | 6:55  |
| 6.  | Legendary Child           | Tyler, Perry, Vallance                                             | 4:15  |
| 7.  | What Could Have Been Love | Frederiksen, Russ Irwin, Tyler                                     | 3:44  |
| 8.  | Street Jesus              | Tyler, Whitford, Perry                                             | 6:43  |
| 9.  | Can't Stop Lovin' You     | Tyler, Frederiksen, Whitford, Kramer, Hamilton                     | 4:04  |
| 10. | Lover Alot                | Tyler, Frederiksen, Perry, Hamilton                                | 3:35  |
| 11. | We All Fall Down          | Diane Warren                                                       | 5:14  |
| 12. | Freedom Fighter           | Perry                                                              | 3:19  |
| 13. | Closer                    | Tyler, Frederiksen, Kramer                                         | 4:04  |
| 14. | Something                 | Perry                                                              | 4:37  |
| 15. | Another Last Goodbye      | Tyler, Desmond Child, Perry                                        | 5:47  |

## Közreműködők
- Steven Tyler – ének, zongora, harmonika, producer
- Joe Perry – gitár, vokál, producer
- Brad Whitford – gitár
- Tom Hamilton – basszusgitár, akusztikus gitár, vokál
- Joey Kramer – dob, ütőhangszerek, vokál

### Vendégzenészek
- Russ Irwin - billentyűs hangszerek, vokál
- Julian Lennon - háttérvokál
- Carrie Underwood - vokál
- Lauren Alaina - háttérvokál